# 東徳駅
東徳駅（トンドクえき、朝鮮語: 동덕역）は、朝鮮民主主義人民共和国咸鏡南道端川市にある駅で、クムゴル線に属する。 

## 隣の駅
クムゴル線
広泉駅 - 東徳駅 - 東巌駅